# 卓尼县各级文物保护单位列表
卓尼县各级文物保护单位列表是中国甘肃省甘南藏族自治州卓尼县境内的国家级、省级、市县级文物保护单位的列表。

## 全国重点文物保护单位
无

## 甘肃省文物保护单位
- 大族坪遗址
- 叶儿遗址
- 阳坝城址
- 肋巴佛烈士纪念碑

## 卓尼县文物保护单位
- 石坡遗址
- 大板子遗址
- 纳浪寺坪遗址
- 哇儿沟遗址
- 一支川遗址
- 纳儿遗址
- 寺下川遗址
- 藏王坟遗址
- 迭当什古城
- 牛头城
- 温旗古城
- 卓尼古城
- 博峪土司衙门遗址
- 包舍口遗址